# Первая Силезская война
Первая Силезская война (нем. Erster Schlesischer Krieg) — первая из трёх так называемых Силезских войн, происходившая в 1740-42 годах как часть Войны за австрийское наследство, в которой столкнулись интересы Пруссии и Австрии, которыми управляли соответственно Фридрих II Великий и Мария-Терезия, за контроль над австрийской Силезией. Также в войне принимали участие союзники обеих сторон. Война завершилась переходом Силезии, имевшей смешанное немецко-польско-чешско-еврейское население, под власть Пруссии, победившей в войне.
Первая Силезская война началась после смерти императора Священной Римской империи Карла VI (20 октября 1740 г.), который в Прагматической санкции от 19 апреля 1713 г. сделал возможным наследование потомками женского пола (такими как Мария Терезия, которая родилась только в 1717 г.). Хотя большинство государств признали прагматическую санкцию еще при жизни Карла VI, после его смерти в 1740 году ему бросили вызов Фридрих II Прусский и Карл Альбрехт Баварский (впоследствии император Карл VII). Карл Альбрехт Баварский претендовал на императорскую корону и земли Габсбургов. Пруссия заключила союз с Баварией, Францией, Саксонией, Кёльном, Испанией, Швецией и Неаполем. Эти державы хотели ослабить и уничтожить империю Габсбургов. Великобритания, Сардиния, Нидерланды и Россия были в союзе с Габсбургами.

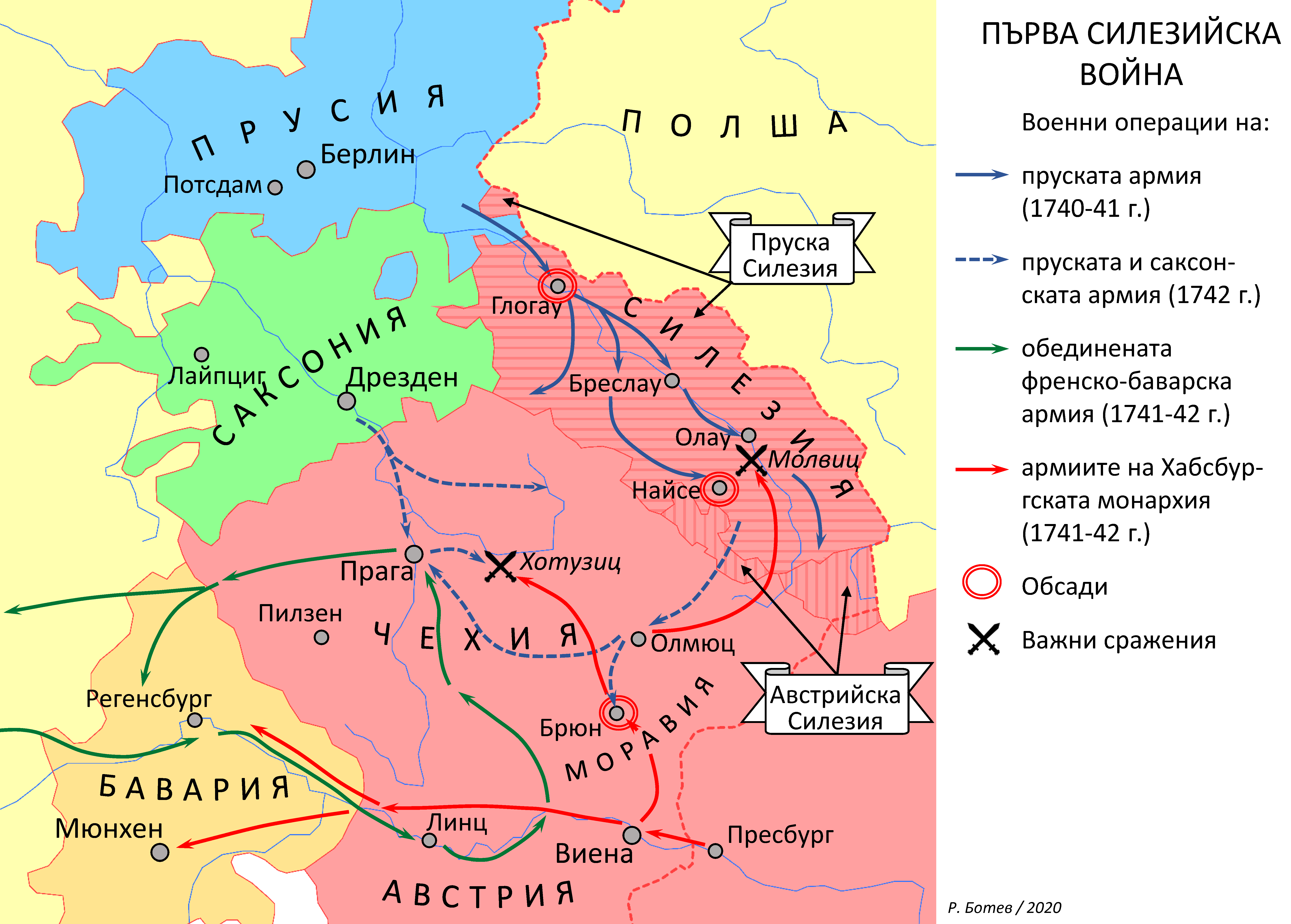
Первая Силезская война

## Важнейшие события и сражения
- 11 декабря 1740 года Фридрих II предъявил Австрии ультиматум о передаче Силезии Пруссии. Взамен он признал Прагматическую санкцию и поддержал избрание императором Священной Римской империи немецкой нации австрийского соправителя Франца I Стефана, зятя покойного императора Карла VI и мужа Марии Терезии. Однако Фридрих не стал ждать ответа Австрии.
- 16 декабря во главе 25-тысячной армии он вступил на территорию Силезии. Протестантская часть населения приветствовала пруссаков как освободителей от религиозного преследования. В конце января Силезия была очищена от австрийских войск. В крепостях Глогау, Бриг и Нейсе, осаждённых прусскими войсками, остались лишь слабые австрийские гарнизоны. Прусские войска перешли на зимние квартиры.
- 27 февраля 1741 года: Сражение под Баумгартеном.
- 9 марта: Принц Леопольд Ангальт-Дессау штурмом берёт крепость Глогау.
- В марте под командованием фельдмаршала графа Вильгельма Рейнхарда фон Нейпперга австрийская армия численностью 15 000 человек, состоящая из 17 батальонов, восьми гренадерских рот и 13 кавалерийских полков, собралась возле Ольмюца, чтобы освободить осаждённые крепости Нейсе и Бриг.
- 10 апреля: победа прусской армии под командованием фельдмаршала Курта Кристофа графа фон Шверина при при Мольвице.
- 18 мая: в Нимфенбурге заключён Нимфенбургский договор между представителями Баварии, Франции, Саксонии, Пруссии и Испании против Австрии.
- Май: обстрел Брига.
- 5 июня: в Бреслау заключён оборонный союз между Пруссией и Францией на 15 лет.
- 22 июля: атака на Ротшлосс.
- 10 августа: оккупация Бреслау.
- 9 октября: Кляйн-Шнеллендорфское перемирие.
- 26 ноября: баварская армия под началом курфюрста Карла Альбрехта, саксонская армия и французский вспомогательный корпус под началом маршала Бель-Иля неожиданным манёвром берут столицу Богемии Прагу.
- Середина декабря: Фридрих вступает в Богемию под предлогом того, что Австрия не соблюдает секретность Конвенции Кляйна-Шнеллендорфа.
- 26 декабря: Пруссия завоёвывает Ольмюц.
- 14 марта 1742 года: Битва под Лешем (также Леш; сегодня Лишень, район Брно).
- 17 мая: победа пруссаков при Хотузице.
- 11 июня: заключён Бреславльский мир.
- 27 июля: договор, завершивший войну, ратифицирован в Берлине,[2] по которому Мария-Терезия вынуждена уступить Пруссии практически всю Силезию — значимость для Австрии этой потери привела вскоре ко Второй Силезской войне.